# بؤرة العدسة

تعريف البعد البؤري للعدسة المحدبة f.

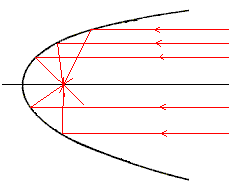
تعريف البؤرة F للمرآة المقعرة.

بؤرة العدسة هي نقطة تجمع الأشعة المتوازية والموازية للمحور الرئيسي للعدسة بعد انكسارها في العدسة المحدبة، وتكون حقيقية للعدسة المحدبة، أي يمكن استقبال الصورة على حائل. وبالنسبة  للعدسة المقعرة هي نقطة تجمع امتدادات الأشعة، وتكون البؤرة تخيلية في العدسة المقعرة، بمعنى أن الصورة يمكن استقبالها بالعين مباشرة ولكن لا تستقبل على حائل.
ومن خواص العدسات أنه كلما اتسعت العدسة يقل وضوح الصورة بسبب اختلال يحدث لأشعة الضوء الساقطة في الدوائر البعيدة عن مركز العدسة. وتتميز عدسة الكاميرا بأن لها أعداد للعدسة، ومثلا العدد 2 يعني أن فتحة العدسة كبيرة. ويعاني وضوح الصورة من ذلك الاتساع بسبب اختلال الأشعة على أطراف المساحة الكبيرة للعدسة. وإذا اخترنا عند التصوير عدد العدسة 5 فهذا معناه فتحة عدسة صغيرة aperture، وزيادة وضوح الصورة.
ويعتمد فن التصوير على التوفيق بين فتحة عدسة صغيرة من أجل الحصول على صورة واضحة وبين شدة الإضاءة. فإذا كانت الإضاءة ضعيفة أضطررنا لزيادة فتحة العدسة، وبذلك تقل وضوح الصورة.

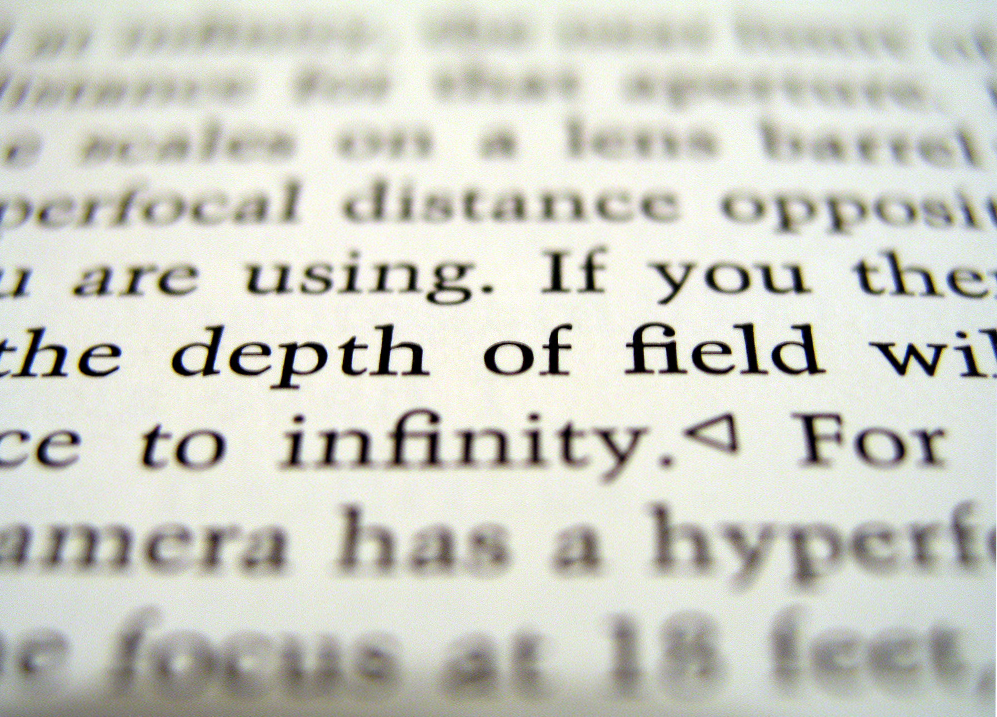
صورة تبين عدم وضوح الصورة عند اطراف العدسة بعيدا عن مركز العدسة. نوع العدسة هنا :عدسة محدبة أسطوانية.